# Nesse-Apfelstädt
Nesse-Apfelstädt est une commune rurale allemande de l'arrondissement de Gotha en Thuringe. Elle a été formée le 1er décembre 2009 par la fusion des anciennes communes d'Apfelstädt, Gamstädt, Ingersleben et Neudietendorf qui en est le siège.

## Géographie

Situation de la commune dans l'arrondissement de Gotha

Nesse-Apfelstâdt est située à l'est de l'arrondissement, dans le bassin de Thuringe, à la limite avec l'arrondissement d'Ilm et la ville d'Erfurt, capitale de la Thuringe, à 14,5 km à l'est de Gotha, le chef-lieu de l'arrondissement. La commune est traversée au nord par la Nesse, affluent de l'Hörsel et tributaire de la Weser et au sud par l'Apfelstädt, affluent de la Gera, tributaire, elle, de l'Elbe.
Elle est constituée de six villages (population en 2009) : Apfelstädt (1 385), Gamstädt (466), Ingersleben (1 013), Kleinrettbach (278), Kornhochheim (805) et Neudietendorf (2 181, siège de la commune).
Communes limitrophes (en commençant par le nord et dans le sens des aiguilles d'une montre) : Erfurt, Ichtershausen, Wachsenburggemeinde, Drei Gleichen et Nottleben.

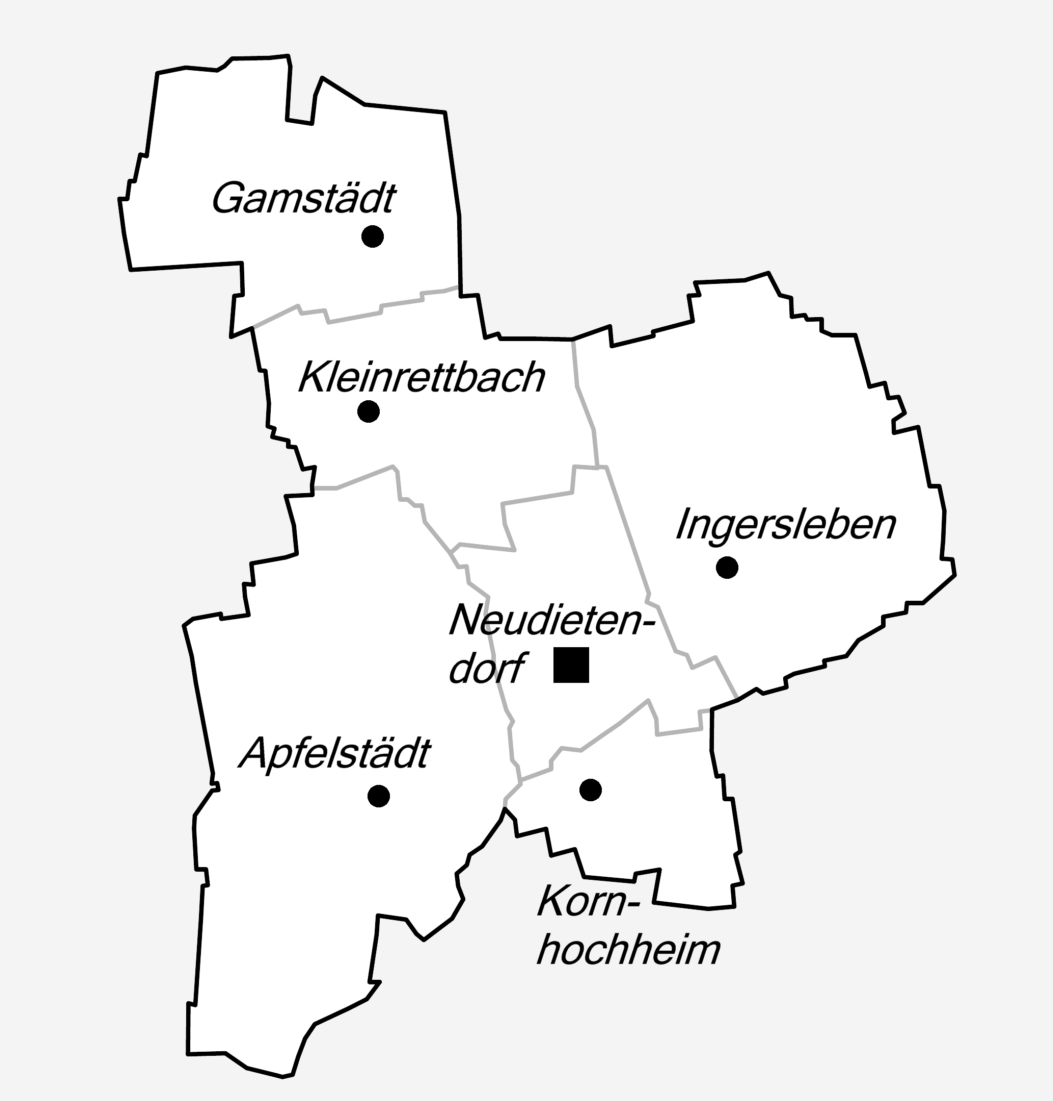
Les différents villages de Nesse-Apfelstädt

## Histoire
La commune de Nesse-Apfelstädt est née en 2009, elle avait été précédée par une communauté d'administration qui regroupait les mêmes communes.

### Les armes des anciennes communes.

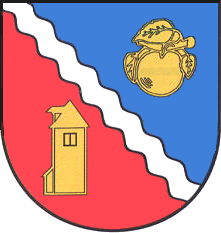
Apfelstädt
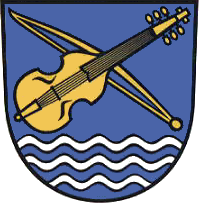
Gamstädt
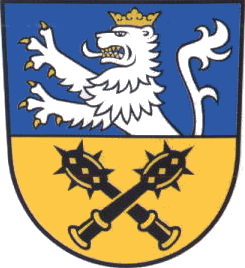
Ingersleben
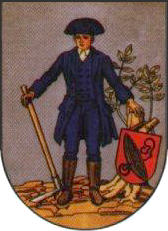
Neudietendorf

Lors de fouilles en août 2005 entreprises près d'Apfelstädt pendant la construction d'un gazoduc, des ornements d'or ont été découverts, datant de 4 000 av. J.-C. et de l'époque néolithique dans la tombe d'un dignitaire, ce qui montre une occupation très ancienne des lieux.
La première mention des villages d'Apfelstädt et Kleinrettbach date de 775 dans un document émanant de la cour de Charlemagne et faisant état de donations à l'abbaye d'Hersfeld.
Le village d'Ingersleben, existant dès l'époque du royaume de Thuringe au VIe siècle, est cité en 1111 dans une lettre de l'abbé de Reinhardsbrunn. Les seigneurs locaux y construisent un château fort (wasserburg) au milieu du village qui devient la propriété des barons de Münchhausen en 1786 puis d'autres familles nobles avant d'être confisqué en 1948 par les nouvelles autorités communistes de l'époque.
Sous le nom de Ditendorp, le village de Neudietendorf est mentionné en 1147. Le monastère de Georgenthal y possède de nombreuses propriétés. Le village subit l'influence de la ville d'Erfurt, notamment dans l'exploitation du pastel des teinturiers qui fit sa fortune. Il est depuis le XVIIIe siècle le siège d'une congrégation des Frères moraves réfugiés de Bohême et accueillis par le comte Nikolaus Ludwig von Zinzendorf.
Gamstädt est mentionné en 1282 sous le nom de Gammunstede.
Tous ces villages, qui faisaient partie des possessions des landgraves de Thuringe, puis des comtes de Gleichen et des ducs de Gotha (sauf le village de Kleinrettbach qui appartenait à la Prusse), souffrirent beaucoup des incendies et des destructions causées par les guerres qui dévastèrent toute la région (Guerre fratricide de Saxe, Guerre des Paysans, révoltes paysannes de 1575, Guerre de Trente Ans).
Les villages de Apfelstädt, Gamstädt, Ingersleben, Kornhochheim et Neudietendorf ont fait partie du duché de Saxe-Cobourg-Gotha (cercle de Gotha) tandis que Kleinrettbach, appartenant au royaume de Prusse a fait partie du cercle d'Erfurt puis de l'arrondissement de Weißenberg.
En 1922, après la création du land de Thuringe, ils sont intégrés au nouvel arrondissement de Gotha avant de rejoindre le district d'Erfurt en 1949 pendant la période de la République démocratique allemande jusqu'en 1990.
En 1974, le village de Kornhochheim est incorporé à la commune de Neudietrnedorf et celui de Kleinrettbach à celle de Gamstädt.

## Démographie
Commune de Nesse-Apfelstädt dans ses limites actuelles :
| 1910   | 1933   | 1939   | 1995  | 2000  | 2005  | 2010  |
| ------ | ------ | ------ | ----- | ----- | ----- | ----- |
| 2 623, | 5 128, | 5 677, | 5 800 | 6 528 | 6 310 | 6 128 |

## Politique
À l'issue des élections municipales du 7 juin 2009, le Conseil municipal, composé de 16 sièges, est composé comme suit :
| Parti     | Nombre de conseillers | Pourcentage de voix |
| --------- | --------------------- | ------------------- |
| FW        | 8                     | 48,4 %              |
| CDU       | 4                     | 27,1 %              |
| SPD       | 2                     | 13,7 %              |
| Die Linke | 2                     | 10,7 %              |

## Communications
La commune est desservie par la sortie 44 (Neudietendorf) de l'autoroute A4 Francfort-sur-le-Main-Dresde et par la ligne ferroviaire Eisenach-Gotha-Erfurt du Thüringer Bahn à la gare de Neudietendorf ainsi que par la ligne Erfurt-Suhl. Elle se trouve également à proximité de l'autoroute A71 Erfurt-Schweinfurt.
Le village de Gamstädt est traversé par la route nationale B7 Eisenach-Gotha-Erfurt. La route régionale L1044 assure la liaison nord-sud entre Gamstädt et Neudietendorf.

## Monuments
Les villages de Neudietendorf, Ingersleben et Apfelstâdt possèdent de nombreuses maisons à colombages typiques de la Thuringe.
- Église Ste Walburge (Sankt Walpurgis Kirche) d'Apfelstädt, construite au XIe siècle en style roman, remaniée au XIXe siècle en style néo-classique.

- Église Ste Marie (St Maria Dorfkirche) d'Ingersleben construite au XIIe siècle et au XIIIe siècle.

## Galerie

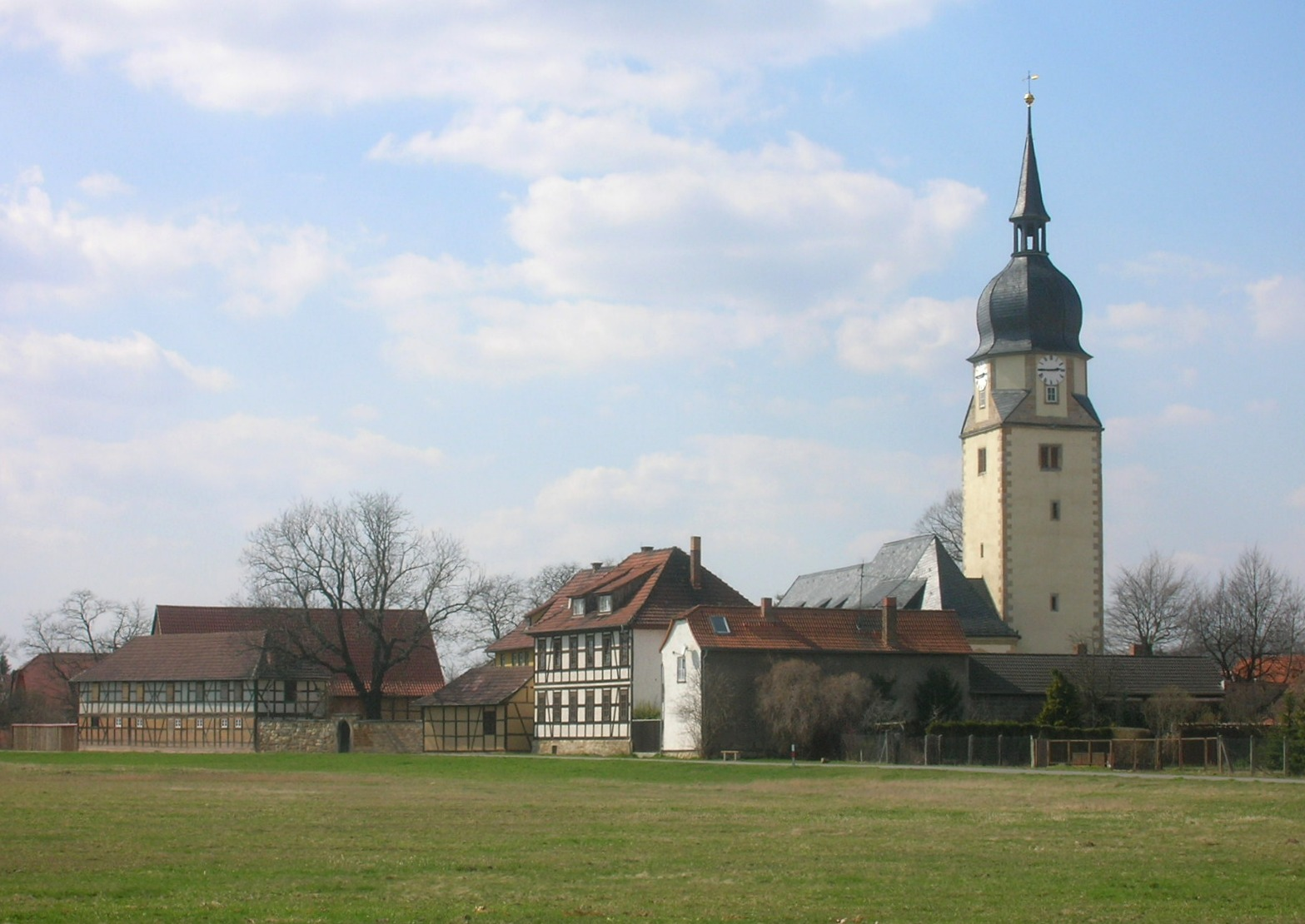
Le village d'Apfelstädt
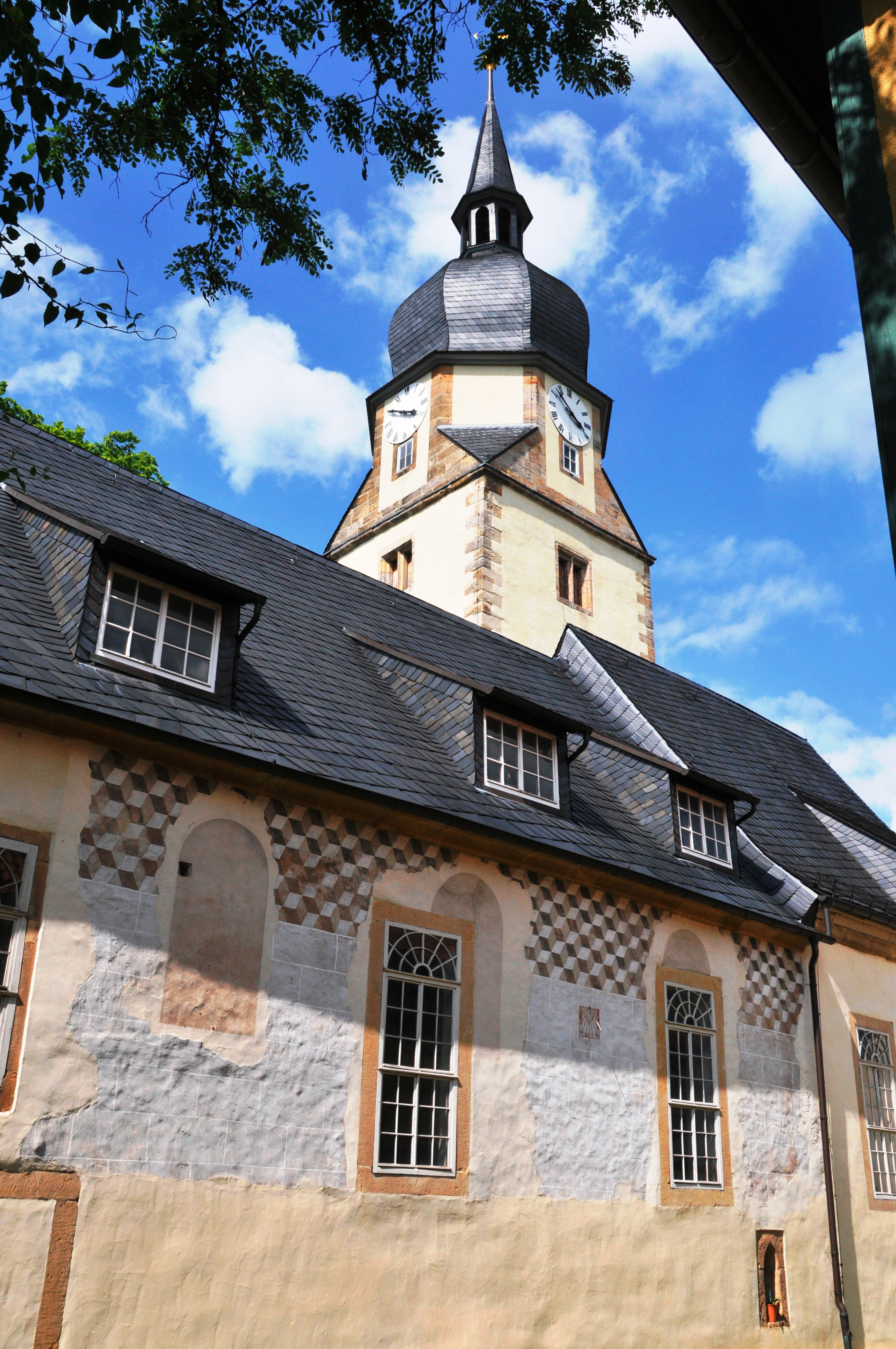
l'église d'Apfelstädt
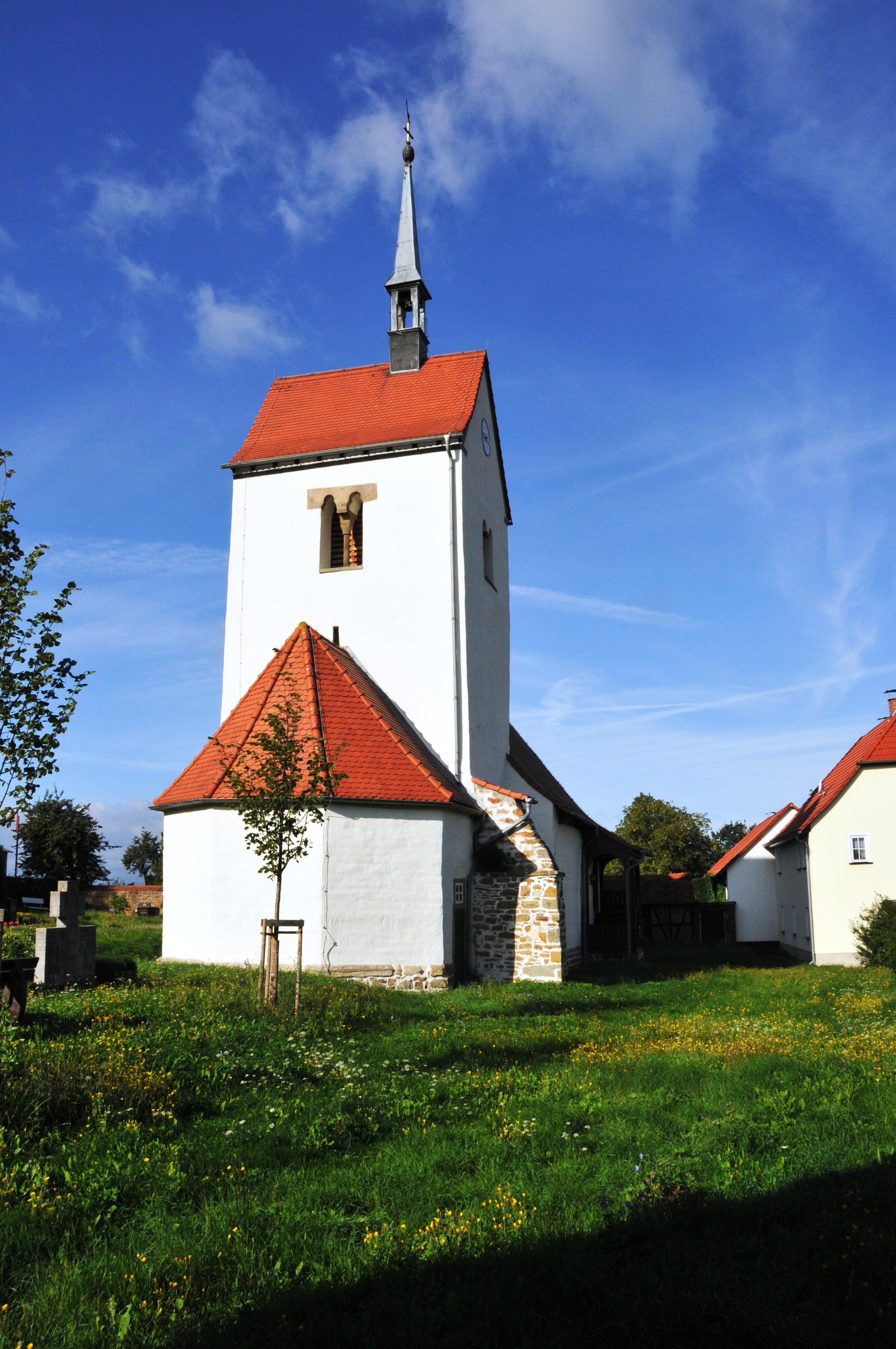
St Nicolas de Kornhochheim
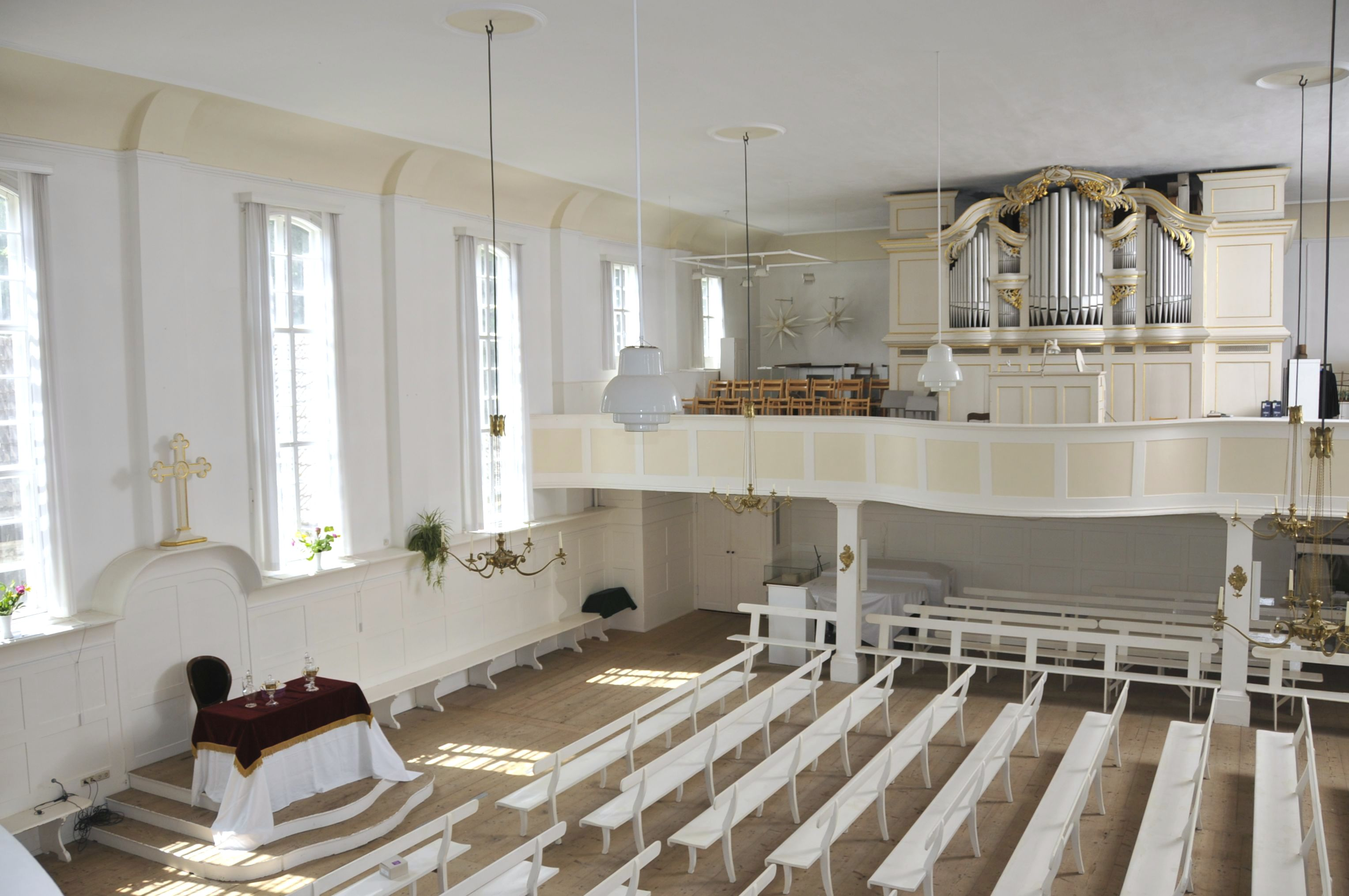
Intérieur de l'église des Frères moraves de Neudietendorf
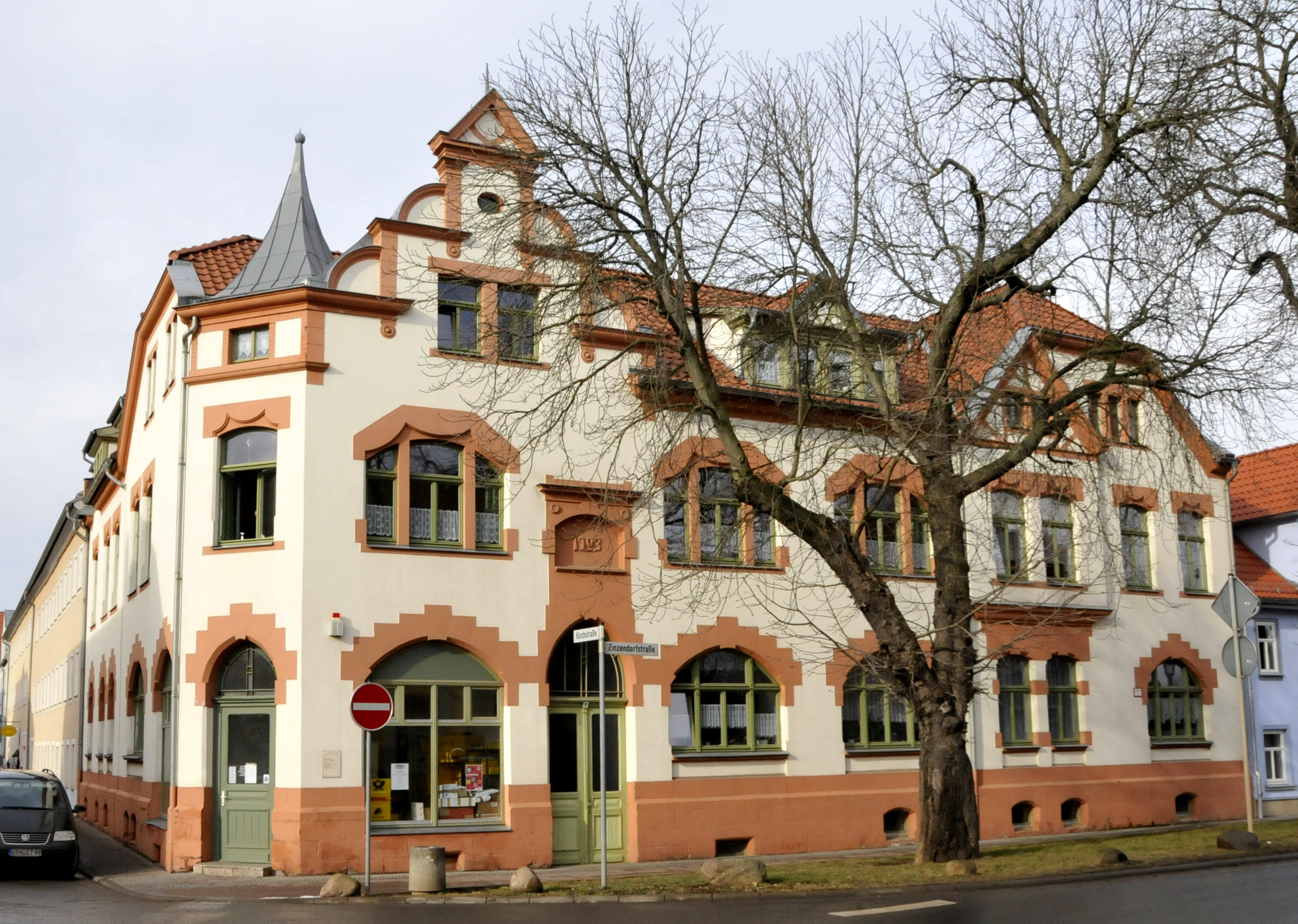
Une maison années 30
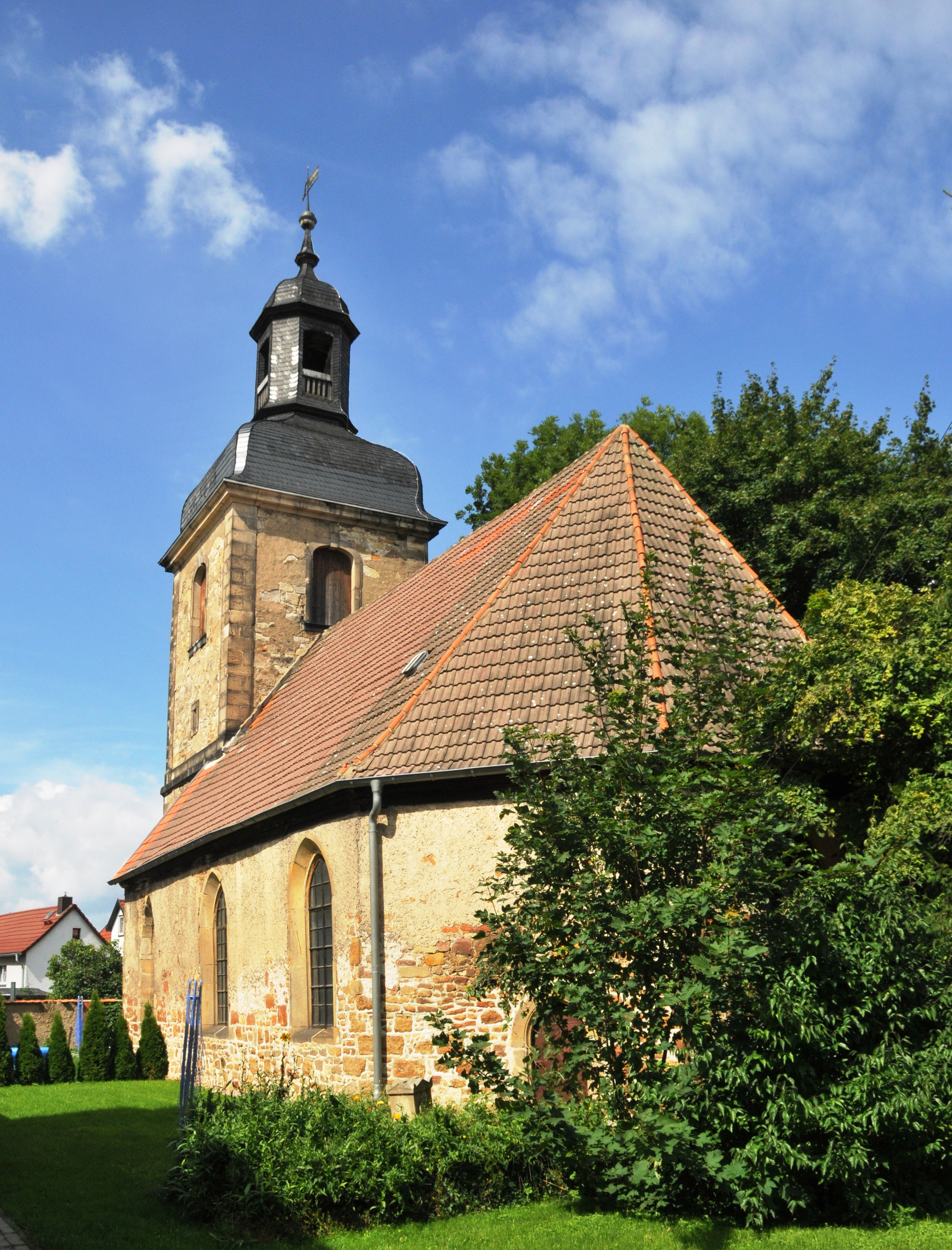
St Michel de Gamstädt
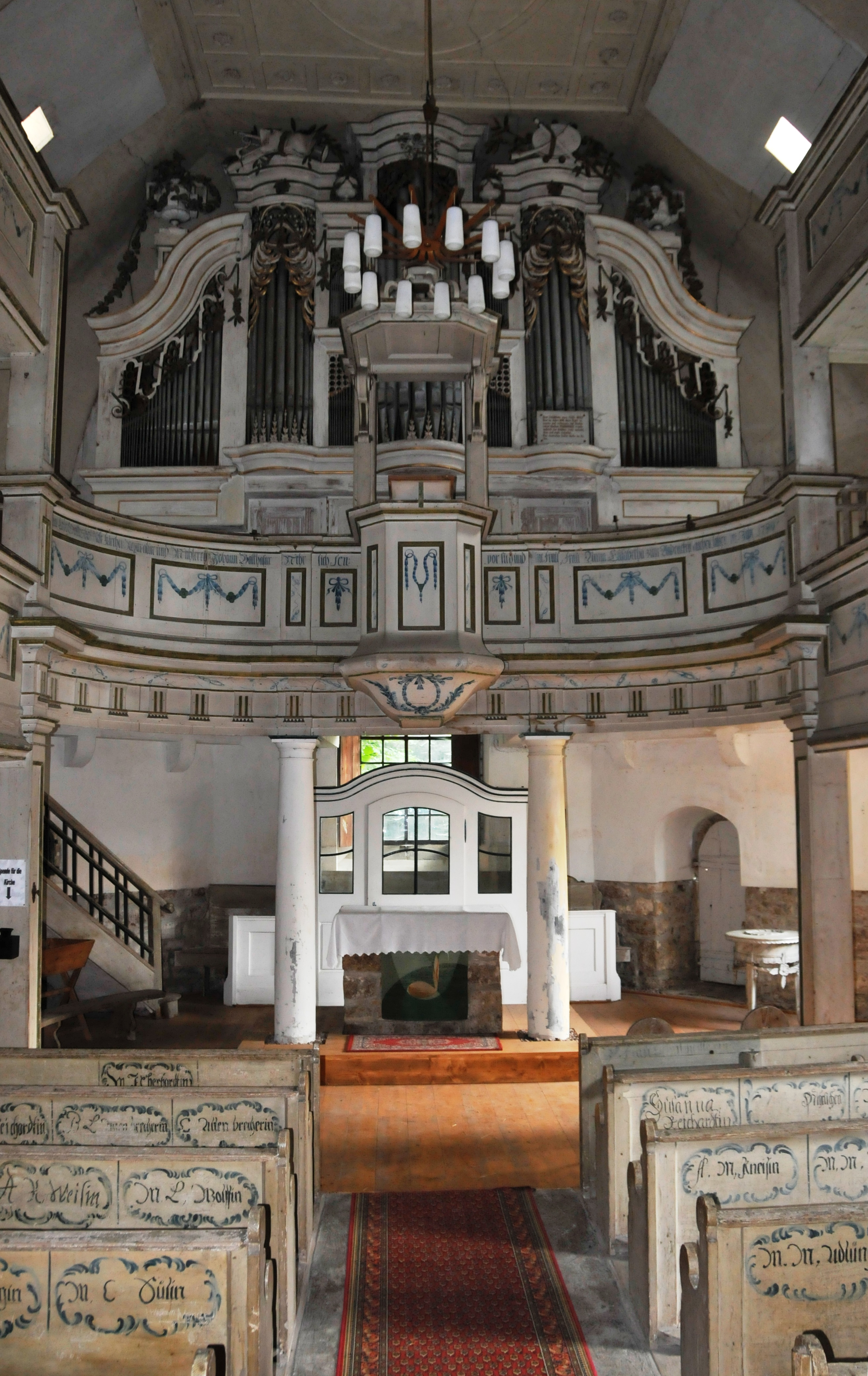
Intérieur de St Michel
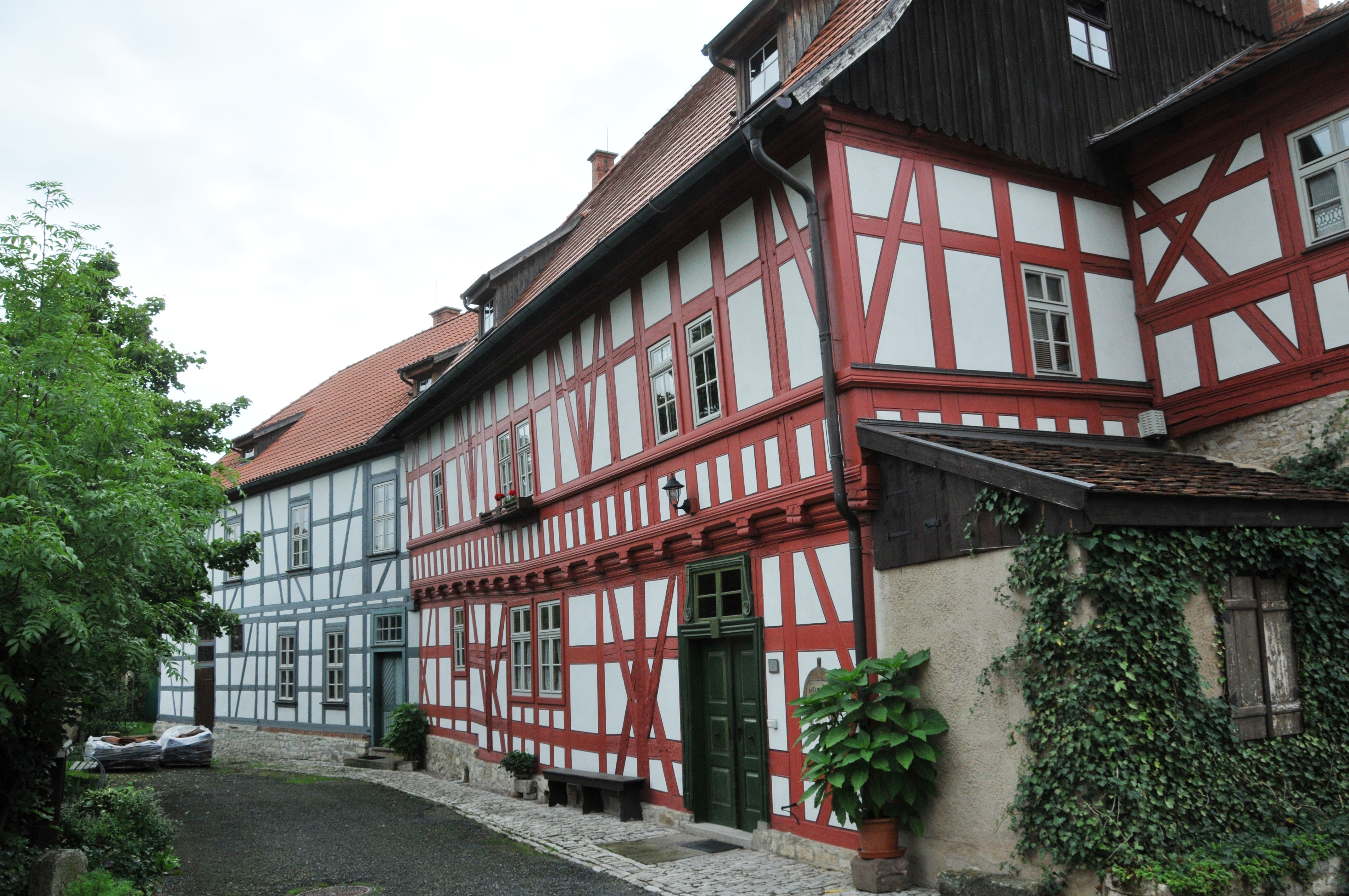
Le musée d'Ingersleben
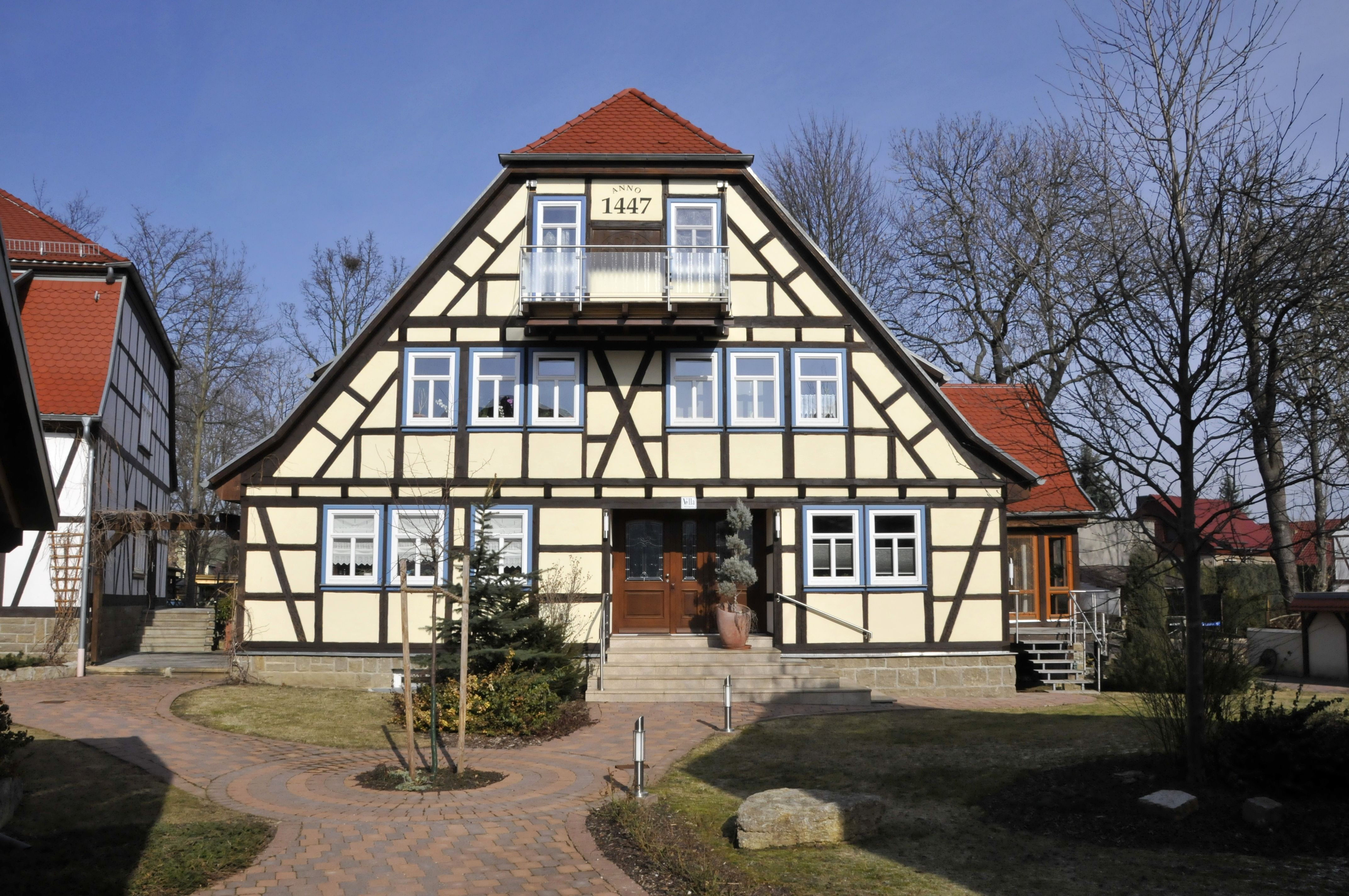
Ancien moulin à Ingersleben

## Personnalités liées à la ville
- Georg Heinrich Gottlieb Jahr (1800-1875), médecin né à Neudietendorf.
- Otto Ciliax (1891-1964), amiral né à Neudietendorf.